# Leonard Williams
Pour les articles homonymes, voir Williams.
(en) Statistiques sur pro-football-reference
Leonard Williams, né le 20 juin 1994 à Bakersfield, est un joueur professionnel américain de football américain qui évolue au poste de Defensive end dans la National Football League (NFL) pour les Seahawks de Seattle.
Au niveau universitaire, il joue de 2012 à 2015 pour les Trojans de l'université de Californie du Sud. Il est ensuite sélectionné en 6e choix global lors de la draft 2015 de la NFL par la franchise des Jets de New York. Il est transféré aux Giants de New York en 2019 avant de rejoindre en cours de saison 2023 les Seahawks de Seattle.

## Jeunesse
Williams étudie au lycée Mainland (en) de Daytona Beach en Floride où il pratique l'athlétisme et le football américain.
Lors de son année senior, il totalise 103 plaquages et 10 ½ sacks permettant à Mainland d'atteindre les demi finales du championnat de l'État (Florida High School Athletic Association (FHSAA) 6A). Mainland est battu 7 à 17 en déplacement contre Miami Central mais la défaite se transforme en victoire en août 2012 lorsque tous les résultats de la saison de Miami Central sont annulés en raison d'une infraction lors d'un transfert.
Considéré comme une recrue quatre étoiles par Rivals.com, Williams est classé 5e meilleur defensive end de sa classe.

## Carrière universitaire

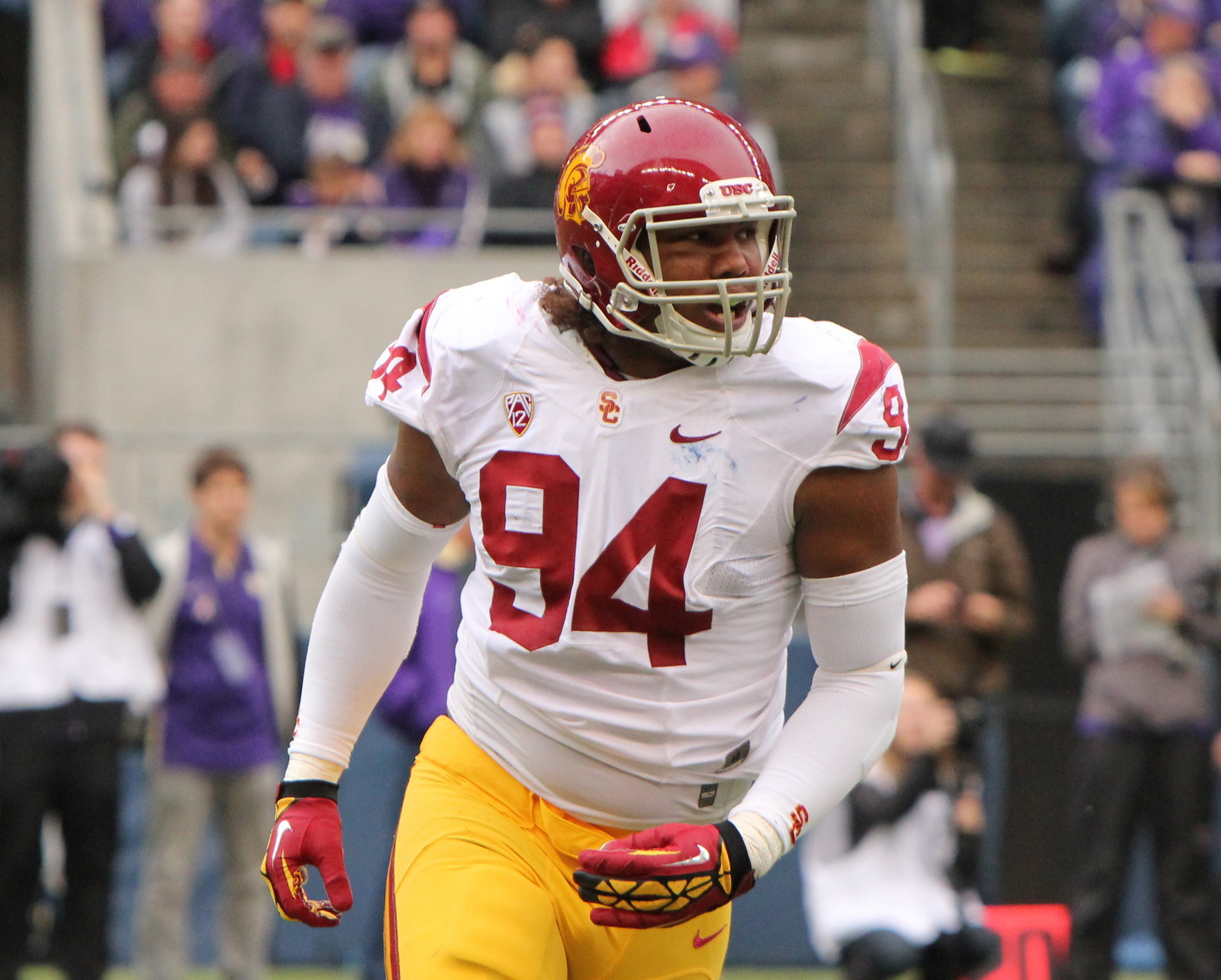
Williams jouant pour les Trojans de l'USC en 2012.

Lors de son année true freshman en 2012, Williams est désigné titulaire au poste de defensive tackle lors de neuf des treize matchs de la saison. Il totalise 64 plaquages, huit sacks et une interception. Il est désigné meilleur défenseur freshman de l'année en Pac-12,.
La saison suivante, Williams est déplacé au poste de defensive end. Sa performance (74 plaquages et six sacks) lui vaut d'être sélectionné dans l'équipe type de la conférence Pacific-12 ainsi que dans l'équipe type All-american selon ESPN.
Lors de son année junior en 2014, il comptabilise 80 plaquages et sept sacks. Il est désigné meilleur joueur de son équipe (MVP), sélectionné dans l'équipe type de la Pacific-12 et dans l'équipe type All-american par l'association des entraîneur de football américain (en) (AFCA) et ESPN.
Après la saison 2014, Williams décide de faire l'impasse sur son année senior afin de se présenter à la draft 2015 de la NFL,.

## Carrière professionnelle
En mai 2014, Williams est considéré comme un potentiel choix du Top-4 de la prochaine draft par les spécialistes de la NFL,,. En octobre 2014, il devient un choix potentiel du Top-3.
| Taille               | Poids           | Bras            | Main            | Sprint   | Sprint   | Sprint   | Shuttle 20 yards | 3 cones drill | Détente         | Détente             | Développé couché | Test Wonderlic |
| Taille               | Poids           | Bras            | Main            | 40 yards | 10 yards | 20 yards | Shuttle 20 yards | 3 cones drill | verticale       | horizontale         | Développé couché | Test Wonderlic |
| 1,95 m (6 ft 4 ⅝ in) | 137 kg (302 lb) | 88 cm (34 ⅝ in) | 27 cm (10 ⅝ in) | 4,97 s   | 1,73 s   | 2,88 s   | 4,53 s           | 7,59 s        | 75 cm (29 ½ in) | 2,69 m (8 ft 10 in) | -                | -              |

### Jets de New York (2015-2019)

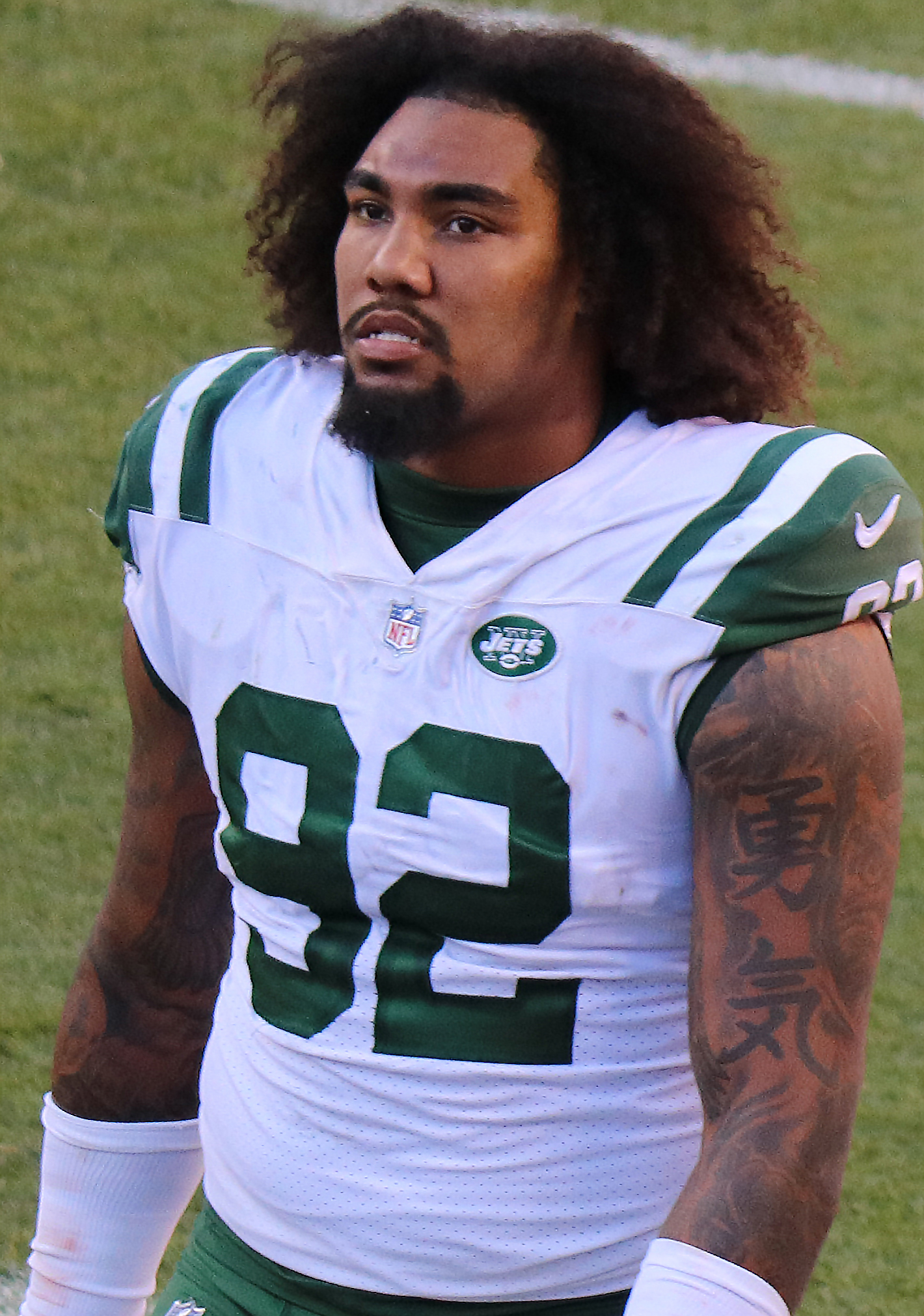
Williams en 2017 chez les Jets.

Williams est sélectionné en 6e choix global lors du premier tour de la draft 2015 de la NFL par la franchise des Jets de New York. Il est ainsi l'homme de ligne défensif des Trojans de l'USC à être sélectionné aussi tôt dans une draft depuis Darrell Russell (en) en 1997 choisi en 2e choix.
Williams signe le 8 mai 2015 un contrat de quatre ans pour un montant de18,6 millions de $

#### Saison 2015
Williams fait ses débuts professionnels le 11 août 2015 lors du premier match d'avant saison joué contre les Lions de Détroit mais ne présente aucune statistique. Contre les Falcons d'Atlanta le 21 août, Williams réussit quatre plaquages dont un sack sur T. J. Yates dans la zone d'en-but inscrivant ainsi un safety. Lors du troisième match d'avant saison contre les Giants de New York joué le 29 août, Williams doit quitter le jeu à la suite d'un problème au genou mais les examens ne révèlent aucun dommage.
Le 7 septembre 2015, Williams change de numéri-o de maillot passant du 92 au 62.
Pour ses débuts en championnat, il réussit cinq plaquages le 13 septembre contre les Browns de Cleveland.

#### Saison 2016
Le 11 septembre 2016 lors du premier match de la saison joué contre les Bengals de Cincinnati, Williams effectue 2 ½ sacks. Bien que les jets aient réussit six sacks au total, ils perdent le match 23 à 23. Sur la saison, Willians totalise sept sacks ce qui lui vaut d'être sélectionné pour la première fois de sa carrière pour le Pro Bowl.

#### Saison 2017
En 2017, Williams commence les seize match mais effectue sa plus mauvaise saison avec 47 plaquages et deux sacks.

#### Saison 2018
Le 11 avril 2018, les Jets activent l'option de cinquième année du contrat de Williams.
En 16e semaine contre les Packers de Green Bay, Williams est expulsé du match pour la première fois de sa carrière après avoir donné un coup de poing à Bryan Bulaga. Cette pénalité est une des seize sifflée à l'encontre des Jets lesquels perdent le match 38 à 44 en prolongation.
Le 29 décembre, Williams se voit infliger une amende par la NFL d'un montant de 43 449 $ incluant également une charge illégale sur Aaron Rodgers.

#### Saison 2019
Le 28 octobre 2019, Williams est échangé par les Jets aux Giants de New York contre un choix de 3e tour lors de la draft 2020 et un choix de 5e tour lors de la draft 2021.

### Giants de New York

#### Saison 2019

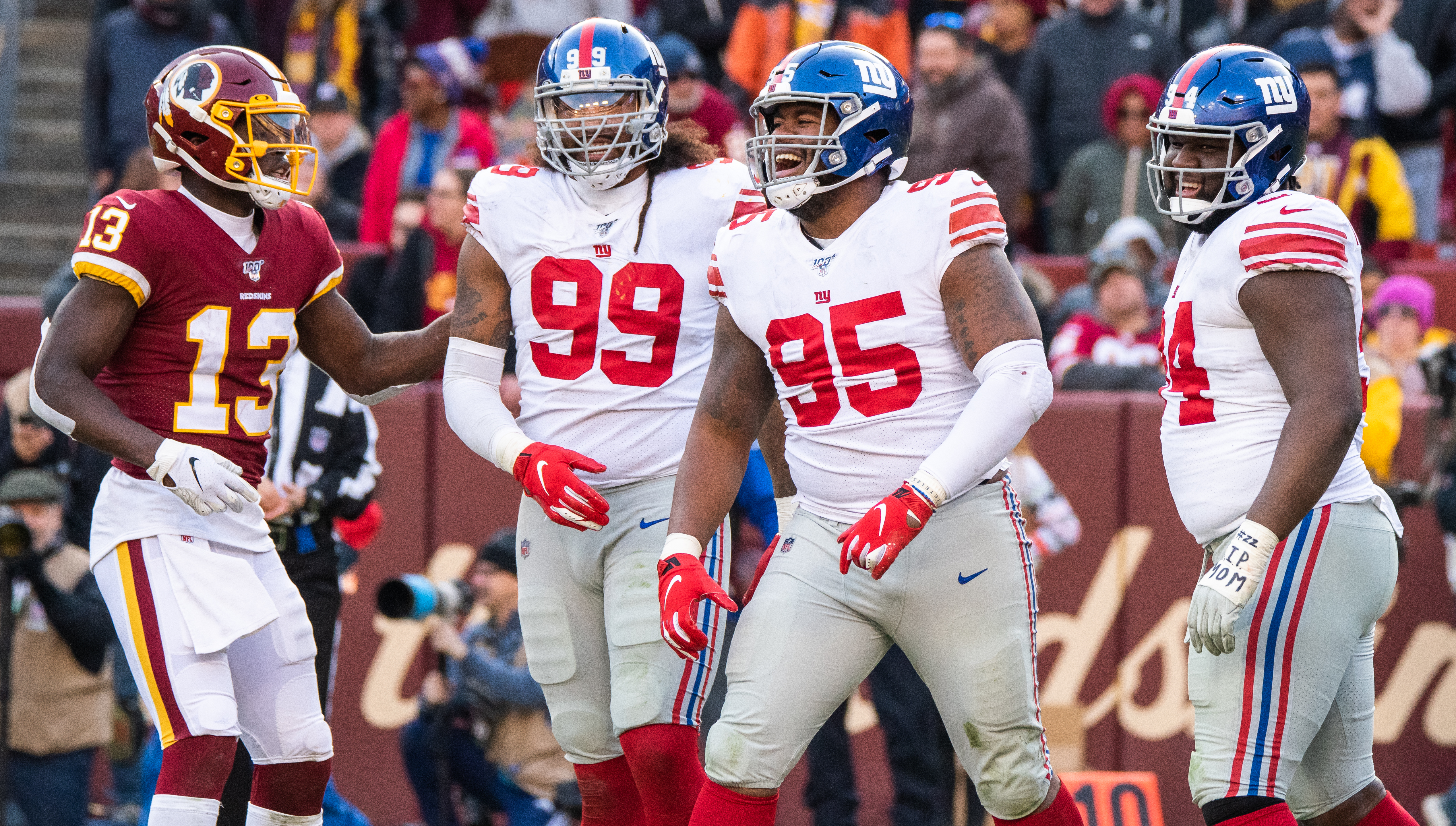
Williams contre les Redskins en 2019.

En 15e semaine lors de la victoire 36 à 20 contre les Dolphins de Miami, Williams force un fumble sur son ancien équipier Ryan Fitzpatrick, le fumble étant recouvert par son coéquipier Sean Chandler (en).

#### Saison 2020
Le 16 mars 2020, les Giants placent le franchise tag (en) sur Williams et le 22 avril 2020, il signe un tender d'un an. Le 2 août, il se blesse en dehors de ses activités professionnelles et ne peut participer au camp d'entraînement mais est réactivé le 14 août.
Lors de la défaite 16 à 26 en première semaine contre les Steelers de Pittsburgh à l'occasion du Monday Night Football, Williams réussit son premier sack de la saison sur Ben Roethlisberger.
En 13e semaine lors de la victoire 17 à 12 contre les Seahawks de Seattle, il réussit 2 ½ sacks sur Russell Wilson ce qui lui vaut d'être désigné meilleur joueur défensif de la semaine 13 en NFC. Il fait encore mieux lors du dernier match de la saison (victoire 23 à 19 contre les Cowboys de Dallas) en réussissant trois sacks sur Andy Dalton ce qui lui vaut d'être à nouveau désigné meilleur joueur défensif de la semaine 17 en NFC.
Williams totalise 11 ½ sacks sur la saison soit la meilleure performance de sa carrière.

#### Saison 2021
Le 9 mars 2021, les Giants placent à nouveau le franchise tag (en) sur Williams.
Le 18 mars 2021, les Giants signent Williams pour une durée de trois ans pour un montant de 63 millions de $ dont 45 millions garantis et une prime à la signature de 22,5 millions de $,,.

#### Saison 2022
Le 6 septembre 2022, les Giants restructurent son contrat pour se créer plus d'espace salarial. Il se foule le ligament collatéral médial au cours du match contre les Panthers en 2e semaine.

### Seahawks de Seattle

#### Saison 2023
Le 30 octobre 2023 , Williams est échangé aux Seahawks de Seattle contre un choix de deuxième et cinquième tour de la draft 2014 de la NFL,.

## Statistiques
| Année       | Équipe           | Statut      | MJ |       | Plaquages | Plaquages | Plaquages | Plaquages |       | Interceptions | Interceptions | Interceptions | Interceptions |  | Fumbles | Fumbles |
| Année       | Équipe           | Statut      | MJ | Total | Seul      | Ast.      | Sacks     | Nb.       | Yards | Déf.          | TD            | Nb.           | Rec.          |  |         |         |
| 2012        | Trojans de l'USC | Fr.         | 13 | 64    | 31        | 33        | 8,0       | 1         | 24    | 0             | 0             | 0             | 0             |  |         |         |
| 2013        | Trojans de l'USC | So.         | 13 | 74    | 32        | 42        | 5,0       | 0         | 0     | 0             | 0             | 1             | 1             |  |         |         |
| 2014        | Trojans de l'USC | Jr.         | 13 | 80    | 48        | 32        | 7,0       | 1         | 10    | 3             | 0             | 3             | 1             |  |         |         |
| Totaux NCAA | Totaux NCAA      | Totaux NCAA | 39 | 218   | 111       | 107       | 20,0      | 2         | 34    | 3             | 0             | 4             | 1             |  |         |         |

| Année         | Équipe              | MJ  |                | Plaquages      | Plaquages      | Plaquages      | Plaquages       |                 | Interceptions   | Interceptions   | Interceptions | Interceptions |  | Fumbles | Fumbles |
| Année         | Équipe              | MJ  | Total          | Seul           | Ast.           | Sacks          | Nb.             | Yards           | Déf.            | TD              | Nb.           | Rec.          |  |         |         |
| 2015          | Jets de New York    | 16  | 63             | 29             | 34             | 03,0           | 0               | 0               | 0               | 0               | 0             | 0             |  |         |         |
| 2016          | Jets de New York    | 16  | 68             | 36             | 32             | 07,0           | 0               | 0               | 0               | 0               | 2             | 0             |  |         |         |
| 2017          | Jets de New York    | 16  | 47             | 22             | 25             | 02,0           | 1               | 6               | 1               | 0               | 0             | 0             |  |         |         |
| 2018          | Jets de New York    | 16  | 42             | 27             | 15             | 05,0           | 0               | 0               | 2               | 0               | 0             | 0             |  |         |         |
| 2019          | Jets de New York    | 07  | 20             | 08             | 12             | 00,0           | 0               | 0               | 3               | 0               | 0             | 0             |  |         |         |
| 2019          | Giants de New York  | 08  | 26             | 13             | 13             | 00,5           | 0               | 0               | 1               | 0               | 1             | 0             |  |         |         |
| 2020          | Giants de New York  | 16  | 57             | 29             | 28             | 11,5           | 0               | 0               | 1               | 0               | 0             | 1             |  |         |         |
| 2021          | Giants de New York  | 17  | 81             | 34             | 47             | 06,5           | 0               | 0               | 2               | 0               | 2             | 1             |  |         |         |
| 2022          | Giants de New York  | 12  | 45             | 26             | 19             | 02,5           | 0               | 0               | 0               | 0               | 1             | 2             |  |         |         |
| 2023          | Giants de New York  | 08  | 21             | 13             | 08             | 01,5           | 0               | 0               | 1               | 0               | 0             | 0             |  |         |         |
| 2023          | Seahawks de Seattle | ?   | Saison à venir | Saison à venir | Saison à venir | Saison à venir | Saison en cours | Saison en cours | Saison en cours | Saison en cours | ?             | ?             |  |         |         |
| Totaux Jets   | Totaux Jets         | 071 | 220            | 114            | 118            | 17,0           | 1               | 6               | 04              | 0               | 2             | 0             |  |         |         |
| Totaux Giants | Totaux Giants       | 062 | 250            | 123            | 126            | 22,5           | 0               | 0               | 06              | 0               | 4             | 4             |  |         |         |
| Totaux NFL    | Totaux NFL          | 133 | 470            | 237            | 244            | 39,5           | 1               | 6               | 10              | 0               | 6             | 4             |  |         |         |

| Année | Équipe             | MJ |       | Plaquages | Plaquages | Plaquages | Plaquages |       | Interceptions | Interceptions | Interceptions | Interceptions |  | Fumbles | Fumbles |
| Année | Équipe             | MJ | Total | Seul      | Ast.      | Sacks     | Nb.       | Yards | Déf.          | TD            | Nb.           | Rec.          |  |         |         |
| 2022  | Giants de New York | 2  | 6     | 2         | 4         | 0,0       | 0         | 0     | 1             | 0             | 0             | 0             |  |         |         |